# Team Ringeriks-Kraft/Saison 2015
Dieser Artikel listet Erfolge und Fahrer des Radsportteams Team Ringeriks-Kraft in der Saison 2015 auf.

## Abgänge – Zugänge
| Zugänge              | Team 2014               | Abgänge                | Team 2015              |
| -------------------- | ----------------------- | ---------------------- | ---------------------- |
| Audun Brekke Fløtten | Motiv3 Pro-Cycling Team | Henrik Steen Haugen    | Frøy Oslo              |
| Christer Jensen      | Motiv3 Pro-Cycling Team | Michael Olsson         | Team TreFor-Blue Water |
| Njål Kleiven         | Motiv3 Pro-Cycling Team | Marcus Fåglum Karlsson | TreBerg-Bianchi        |
| Ole Forfang          | Neoprofi                | Thomas Nesset Brahushi | Unbekannt              |
| Torstein Traeen      | Neoprofi                | Hakon Frengstad Berger | Team Coop-Øster Hus    |

## Mannschaft

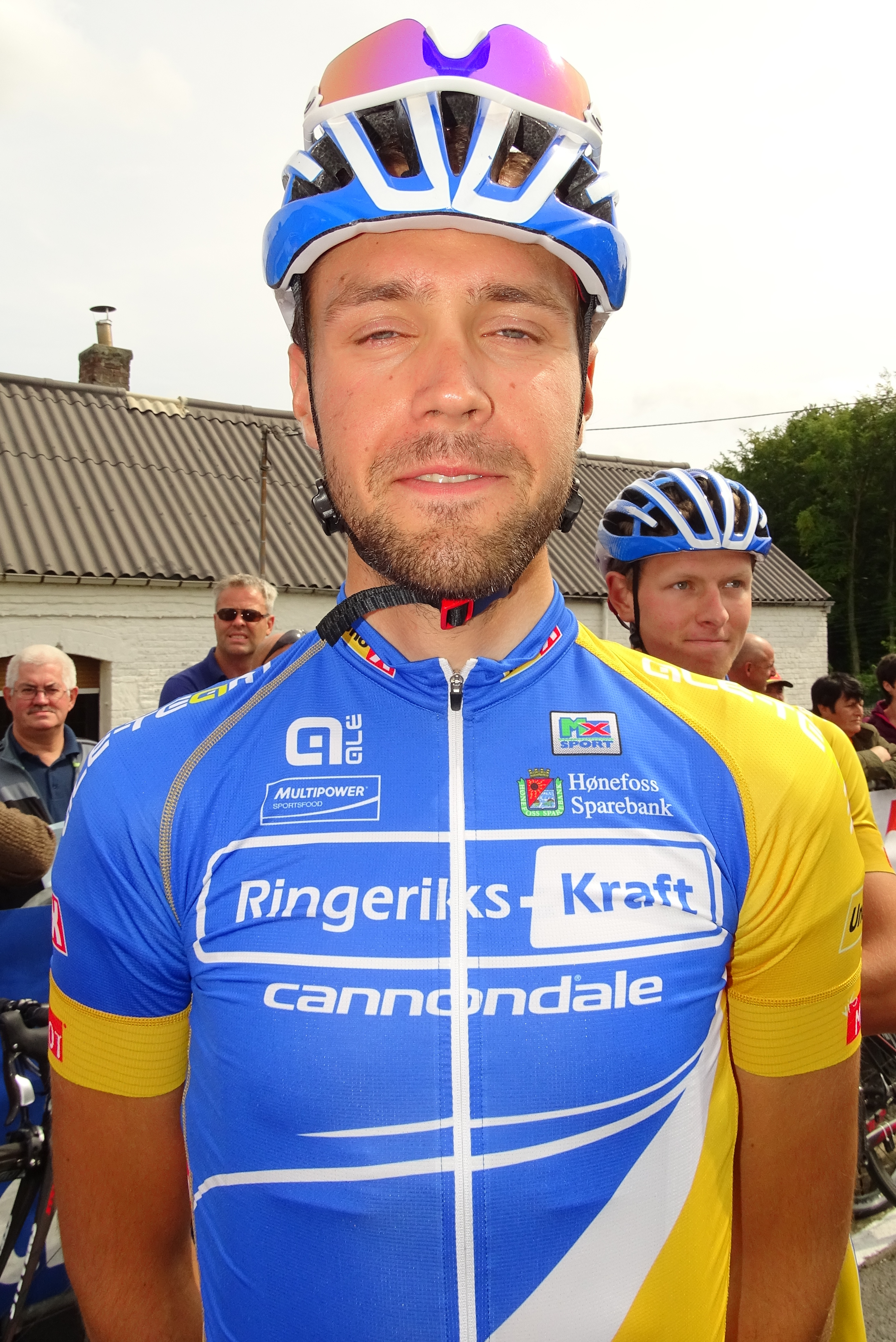
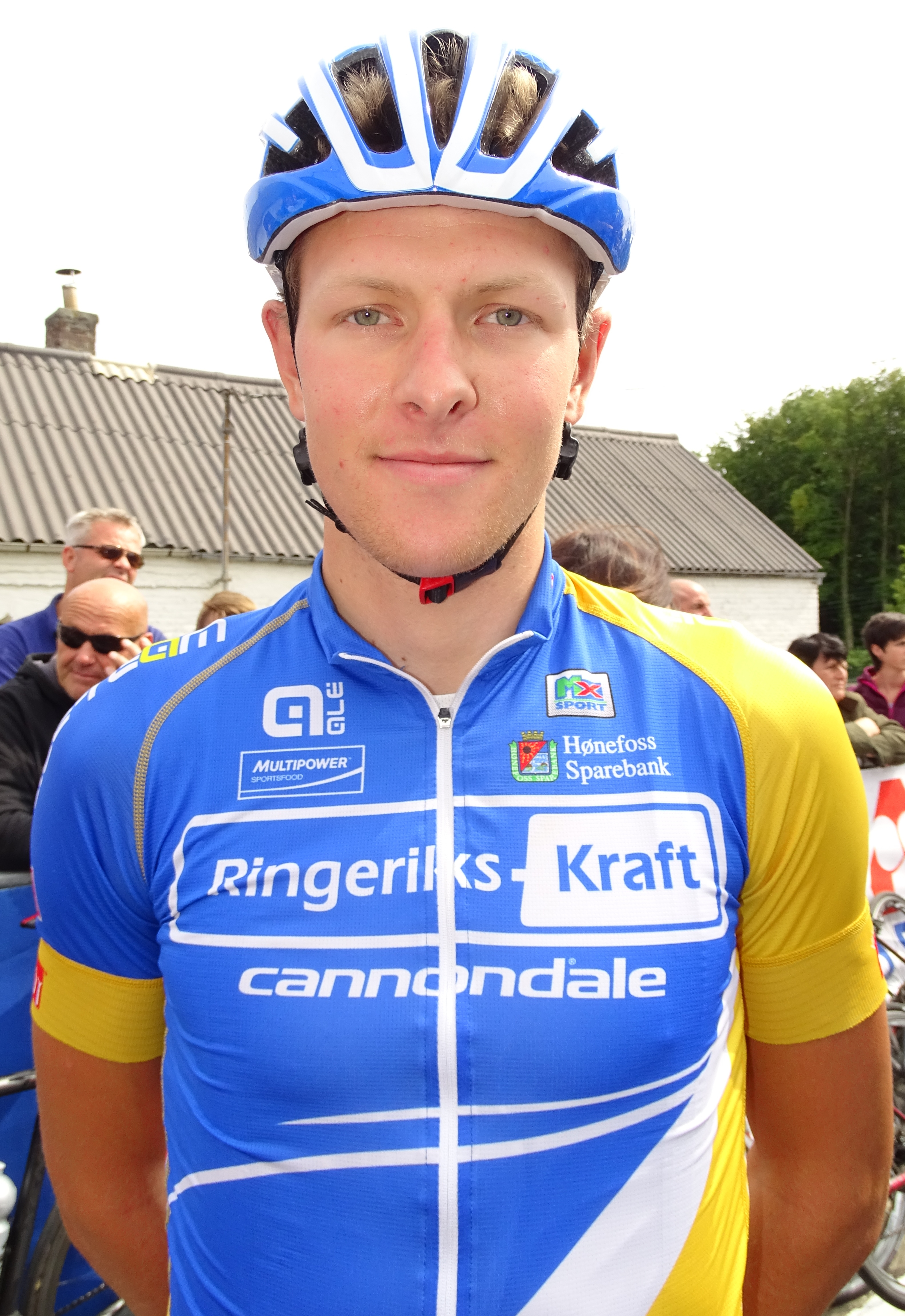
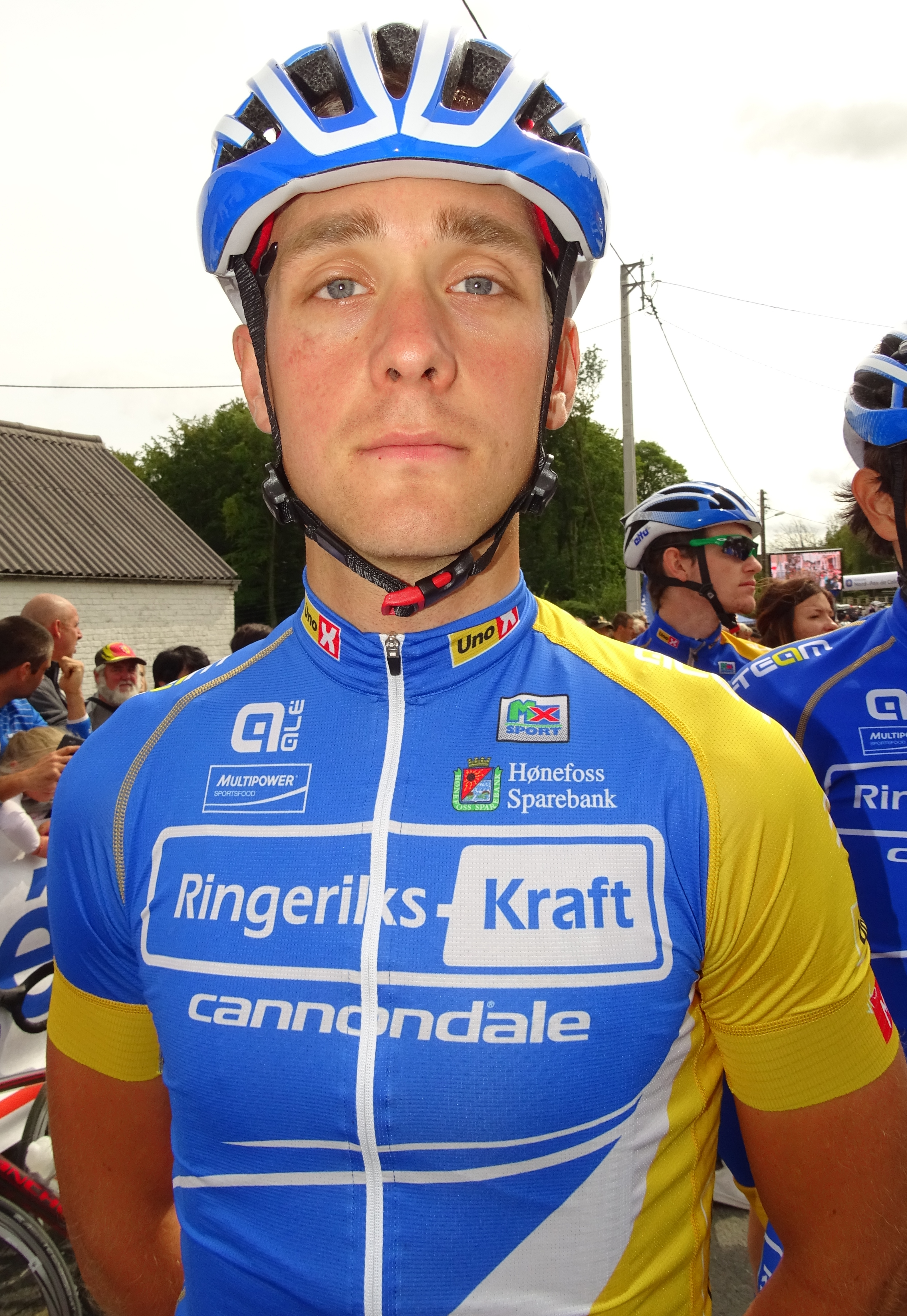
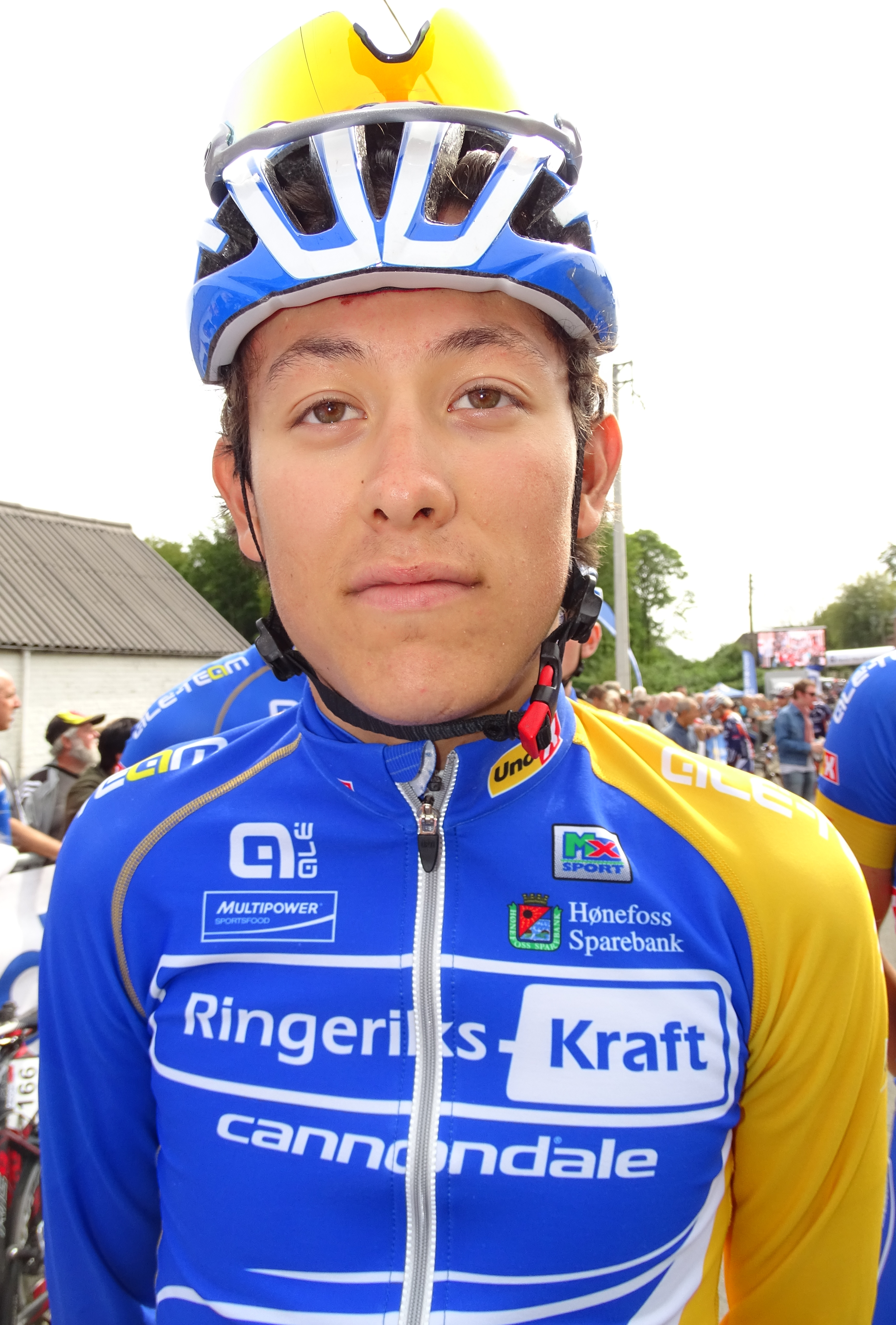
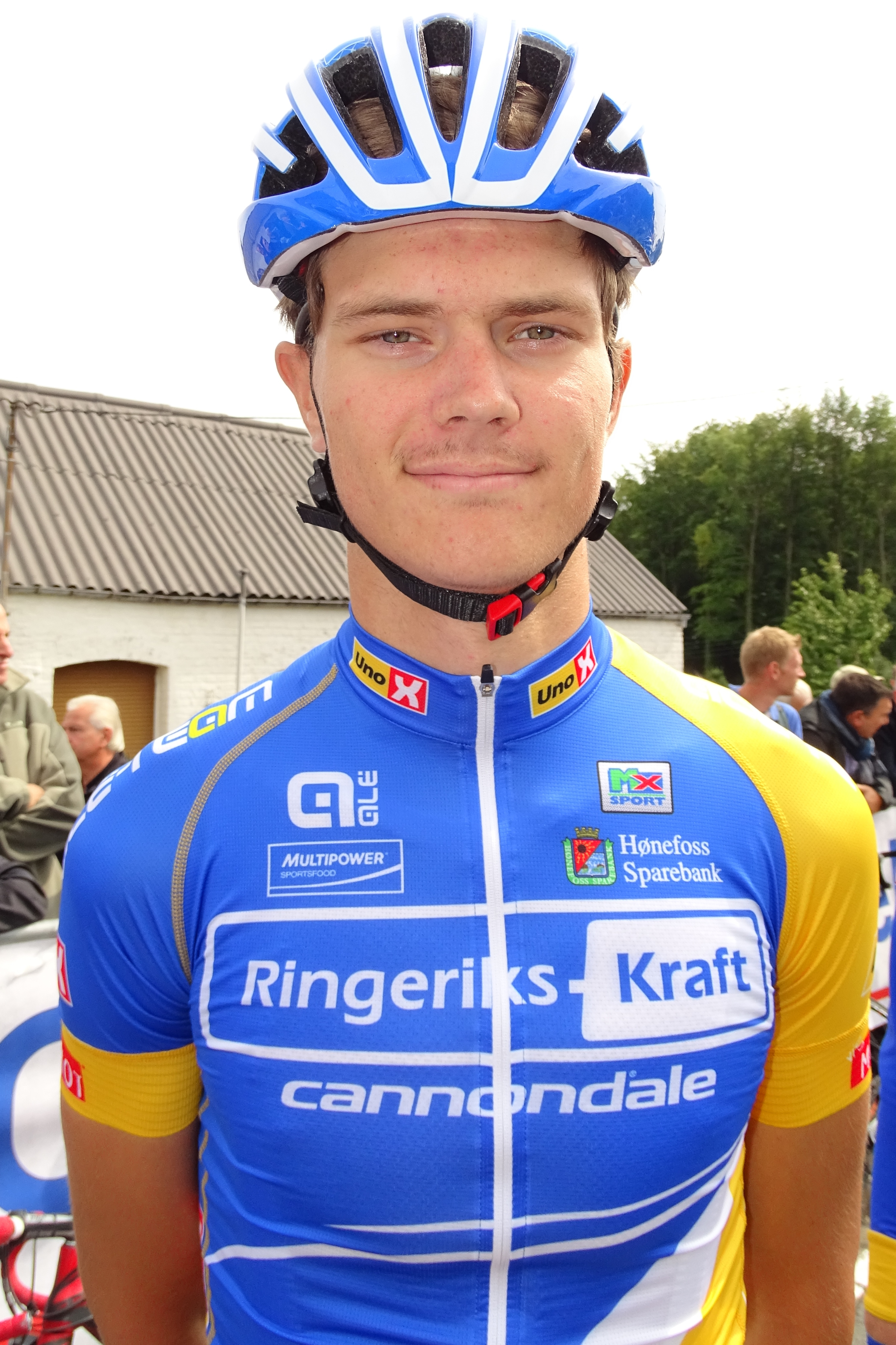
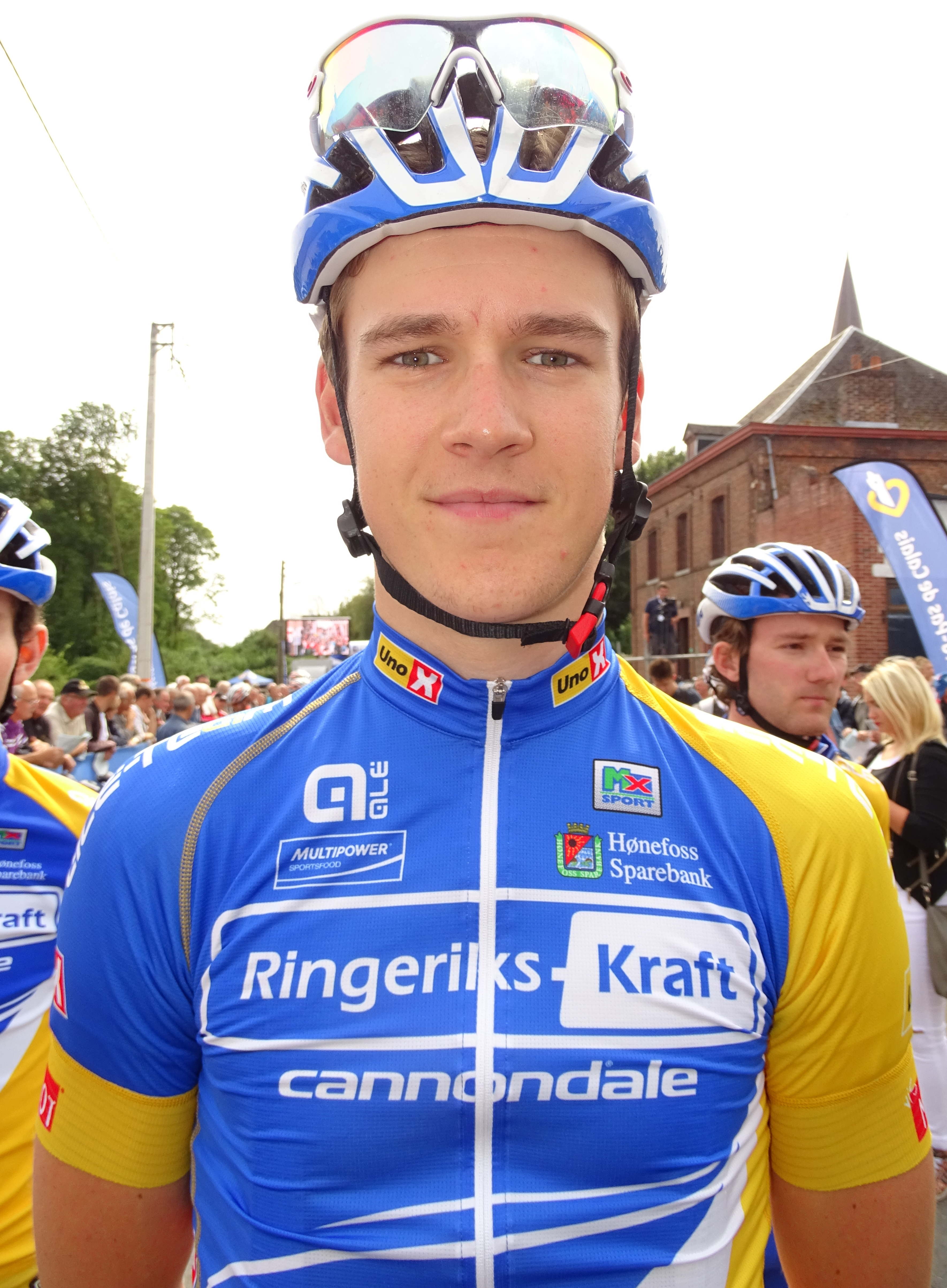
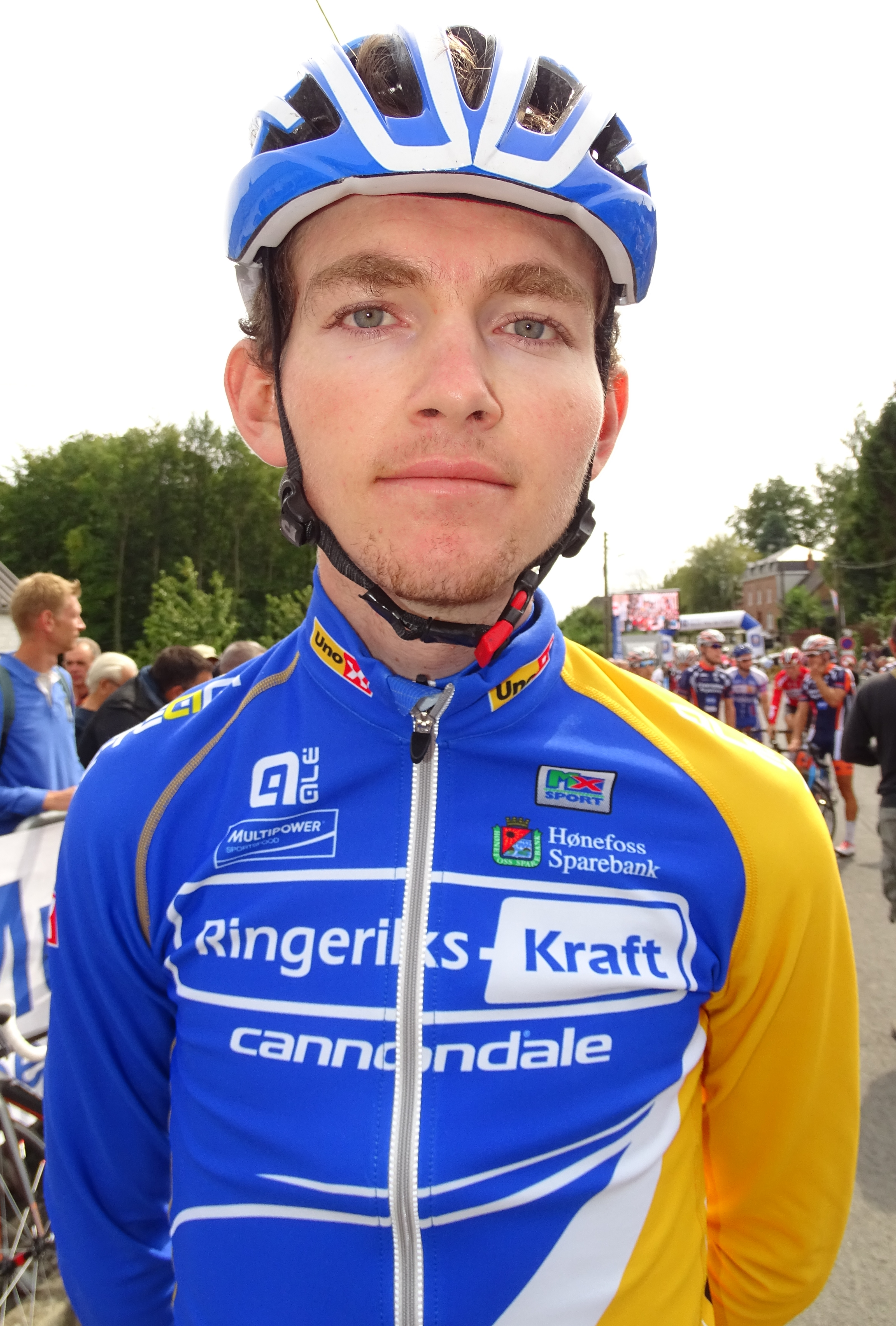
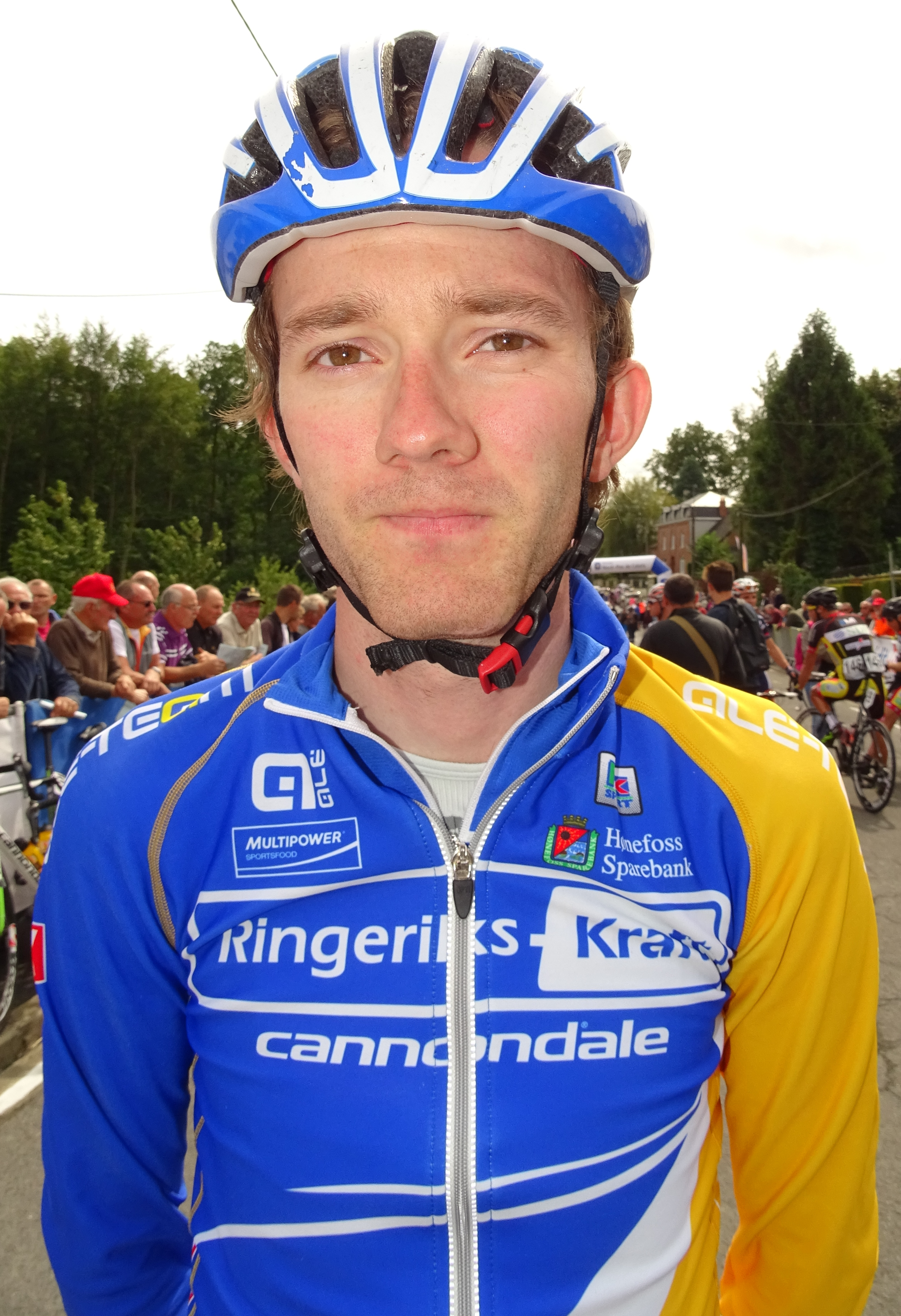

| Name                   | Geburtstag        | Nationalität |              |
| ---------------------- | ----------------- | ------------ | ------------ |
| Audun Brekke Fløtten   | 20. August 1990   | Norwegen     |              |
| Ole Forfang            | 22. März 1995     | Norwegen     |              |
| Christer Jensen        | 19. Februar 1990  | Norwegen     |              |
| Njål Kleiven           | 1. Mai 1994       | Norwegen     |              |
| Max Emil Boholm Kørner | 3. September 1991 | Norwegen     |              |
| Øyvind Lukkedal        | 19. Juni 1994     | Norwegen     |              |
| Erik Nyqvist           | 26. Mai 1993      | Schweden     |              |
| Petter Theodorsen      | 4. April 1995     | Norwegen     |              |
| Torstein Traeen        | 16. Juli 1995     | Norwegen     |              |
| Frederik Wilmann       | 17. Juli 1985     | Norwegen     |              |
| Kristoffer Wormsen     | 7. September 1991 | Norwegen     |              |
| Stagiaires             | Stagiaires        | Nationalität | Nationalität |
| Syver Wærsted          | Syver Wærsted     | Norwegen     |              |